# Cochirleanca
Cochirleanca is een Roemeense gemeente in het district Buzău.
Cochirleanca telt 5789 inwoners.